# Marko Alvir
Marko Alvir (* 19. duben 1994, Záhřeb, Chorvatsko) je chorvatský fotbalový záložník a bývalý mládežnický reprezentant, od zimy 2021 hráč klubu SK Dynamo České Budějovice, kde je na hostování z Plzně.

## Klubová kariéra

### Mládežnické roky
Alvir prošel v mládežnických letech několika kluby ze Záhřebu, konkrétně pak Kustosijí, NK Záhřebem a Dinamem. V 19 letech se pak přesunul do záložních týmů Atletica Madrid.

### NK Domžale
Do prvního týmu Atletica se však neprosadil a v červenci 2015 přestoupil do slovinského NK Domžale. Po dobu rok a půl dlouhého angažmá nastoupil celkem do 31 ligových zápasů, ve kterých vstřelil 9 branek. Odehrál také dvě utkání ve Slovinském poháru, branku v nich nevstřelil, dočkal se však s týmem Domžale vítězství v celé soutěži.
Účastnil se také kvalifikačních bojů v rámci Evropské ligy, když se celkem čtyřikrát objevil v sestavě v utkáních proti Šachtaru Salihorsk (kterému se mu podařilo vstřelit jednu branku) a West Hamu United.

### SK Slavia Praha
Zalíbil se skautům pražské Slavie, kam nakonec přestoupil v lednu 2017. Do prvního týmu se však neprosadil a tak nejdříve šel na hostování zpět do NK Domžale, následně hostoval v Příbrami, aby z týmu Slavie nakonec v lednu 2020 odešel úplně. Po dobu celého angažmá nenastoupil za Slavii do jediného utkání (i vinou častých zranění), pouze v rámci třech ligových utkání seděl na lavičce náhradníků.

#### NK Domžale (hostování)
Do Domžale se vrátil na hostování v létě 2017. Po dobu téměř ročního hostování nastoupil Alvir do 21 ligových utkání, ve kterých vstřelil 5 branek.

#### 1. FK Příbram (hostování)
V červenci 2019 odešel po dlouhodobém zranění na hostování do Příbrami. Zde našel konečně v rámci nejvyšší české soutěže uplatnění, když nastoupil do 18 ligových utkání, ve kterých vstřelil 2 branky.

### FC Viktoria Plzeň
V lednu 2020 Alvir Slavii trvale opustil a přestoupil do týmu jednoho z největších rivalů "sešívaných", tedy do Plzně. Ani tam se však zranění Alvirovi nevyhýbala a v rámci jednoho kalendářního roku stihl nastoupit do 11 prvoligových utkání, ve kterých se brankově neprosadil. V jednom utkání dokonce vypomohl třetiligové rezervě.

#### SK Dynamo České Budějovice (hostování
Pro rozehrání a nízké využití byl na začátku ledna 2021 poslán Alvir na hostování do Českých Budějovic. Zde se prosadil hned v prvním ligovém utkání, když dokázal vstřelit branku Pardubicím. K 4. únoru 2021 nastoupil za České Budějovice do 4 ligových utkání, prosadil se zatím jen tou jednou dříve zmíněnou brankou.

## Reprezentační kariéra
Nastoupil celkově do 18 mezistátních utkání v dresu Chorvatska v mládežnických věkových kategoriích do 17, 18 a 19 let.

## Klubové statistiky
- aktuální k 4. únor 2021

| Tým                        | Sezona        | Liga   | Liga   | Pohár  | Pohár  | Evropské poháry | Evropské poháry |
| Tým                        | Sezona        | Zápasy | Branky | Zápasy | Branky | Zápasy          | Branky          |
| -------------------------- | ------------- | ------ | ------ | ------ | ------ | --------------- | --------------- |
| NK Domžale                 | 2015/16       | 11     | 1      | 1      | 0      | 0               | 0               |
| NK Domžale                 | 2016/17       | 20     | 8      | 1      | 0      | 4               | 1               |
| SK Slavia Praha            | 2016/17       | 0      | 0      | -      | -      | -               | -               |
| NK Domžale                 | 2017/18       | 21     | 5      | -      | -      | -               | -               |
| 1. FK Příbram              | 2019/20       | 18     | 2      | -      | -      | -               | -               |
| FC Viktoria Plzeň          | 2019/20       | 2      | 0      | -      | -      | -               | -               |
| FC Viktoria Plzeň          | 2020/21       | 9      | 0      | -      | -      | -               | -               |
| FC Viktoria Plzeň B        | 2020/21 (ČFL) | 1      | 0      | -      | -      | -               | -               |
| SK Dynamo České Budějovice | 2020/21       | 4      | 1      | -      | -      | -               | -               |
| Celkem                     | Celkem        | 86     | 17     | 2      | 0      | 4               | 1               |

## Úspěchy
- 1x vítěz Slovinského fotbalového poháru